# Percy Hurd
Sir Percy Angier Hurd (født 18. maj 1864, død 5. juni 1950) var britisk journalist og konservativ politiker, der var medlem af Underhuset fra 1918 til 1923 og igen i 1924 – 1945. 

## Fire generationer af konservative
Percy Hurd tilhørte den første af de fire generationer fra Hurd-familien, der har været konservative medlemmer af det britiske parlament.
Sønnesønen Douglas Hurd, baron Hurd af Westwell (født 1930) var også medlem af regeringen i 1979–1995, hvor han blandt andet var indenrigsminister og udenrigsminister. 

## References
1. ↑  / The Peerage læst 10. april 2019